# Charles Fritts
Charles Fritts (Boston 27 de febrer de 1850- 1916) va ser un inventor estatunidenc el qual va fer la primera cèl·lula solar, que realment funcionava, l'any 1883.
Fritts va donar una capa extremadament fina d'or al material semiconductor de seleni. La cèl·lula que en va resultar tenia una eficiència elèctrica de només un 1% degut a les propietats del seleni, el qual junt amb l'alt cost econòmic dels materials evitaven l'ús d'aqueste cèl·lules per a subministrar energia. Les cel·les de seleni tenen, però, altres aplicacions, per exemple com a sensors de llum pel temps de l'exposició en càmeres fotogràfiques que eren comunes dins la dècada de 1960.
Les cel·les solars van esdevenir pràctiques més tard amb el desenvolupament que en va fer Russell Ohl el 1941 amb una eficiència ja del 5% a les dècades de 1950/1960.
Actualment l'eficiència de les de silici és del 20%.